# 小行星1118
小行星1118（1118 Hanskya）是一颗围绕太阳公转的小行星。1927年8月29日，谢尔盖·别利亚夫斯基、尼古拉·伊萬諾夫（Nikolaj Ivanov）在克里米亚发现了此天体。
該小行星以俄羅斯天文學家阿列克謝·帕夫洛維奇·甘斯基命名。
这颗小行星的绝对星等为10.00等。